# HD 28255
HD 28255，又名CP-57 659，SAO 233506、HR 1405，是一颗恒星，视星等为6.29，位于銀經266.91，銀緯-42.27，其B1900.0坐标为赤經4h 22m 15.1s，赤緯-57° -42.27′ 51″。